# Beata striata
Beata striata là một loài nhện trong họ Salticidae.
Loài này thuộc chi Beata. Beata striata được Alexander Petrunkevitch miêu tả năm 1925.